# Parampheres bimaculatus
Parampheres bimaculatus is een hooiwagen uit de familie Gonyleptidae.